# Peter Kruse

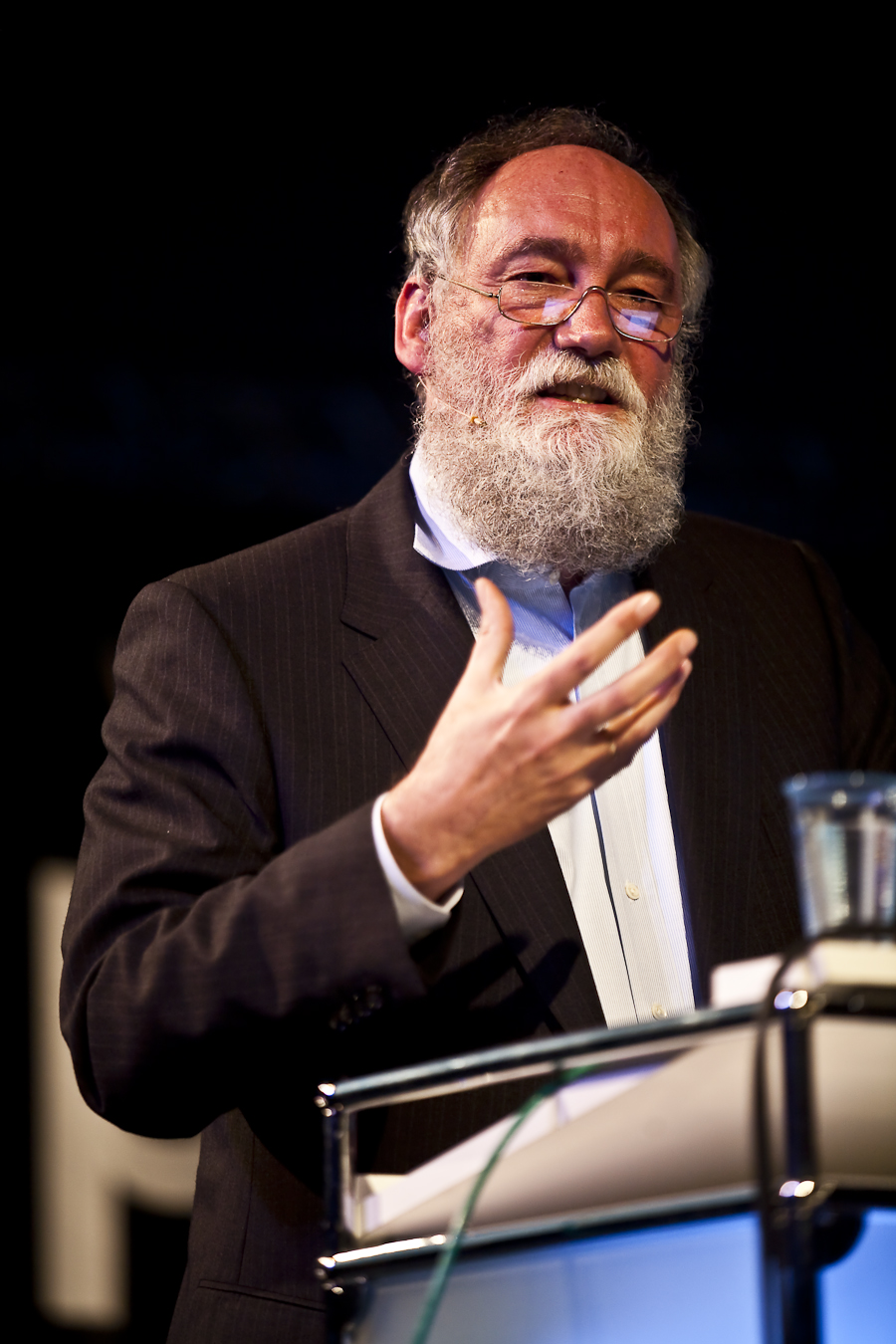
Peter Kruse (2010)

Peter Kruse (* 30. Januar 1955 in Osnabrück; † 1. Juni 2015) war ein deutscher Psychologe und lehrte als Honorarprofessor für Allgemeine und Organisationspsychologie an der Universität Bremen.

## Leben
Kruse studierte von 1976 bis 1981 in Münster und Bremen Psychologie, Humanmedizin und Biologie. Seinen Abschluss machte er in Psychologie. In diesem Fach promovierte er 1984. Von 1979 bis 1980 und von 1981 bis 1982 wurde er als Stipendiat von der Studienstiftung des deutschen Volkes gefördert. Anschließend war er als wissenschaftlicher Mitarbeiter, Assistent und Lehrbeauftragter an den Universitäten Bremen, Oldenburg und Gießen tätig.
2001 wurde Kruse vom Senator für Bildung und Wissenschaft der Freien Hansestadt Bremen zum Honorarprofessor ernannt.

Er beschäftigte sich mit Ordnungsbildungsprozessen im menschlichen Gehirn. Seine Forschung bewegte sich an der Schnittstelle von Neurophysiologie und Experimentalpsychologie. Er verband dabei die Prinzipien von Selbstorganisation und Konstruktivismus mit der Tradition der Gestalttheorie.
Seit 1995 war Kruse als Unternehmensberater tätig. 2001 gründete er die nextpractice GmbH, die sich auf die strategische und praktische Begleitung von kulturellem Wandel sowie Trend- und Zukunftsforschung spezialisiert hat. Kruses Beratungsansatz übertrug Erkenntnisse der jüngeren Hirnforschung und der Theorie dynamischer Systeme auf Unternehmensprozesse. Kruse war ein Ideengeber und Mitentwickler verschiedener computergestützter Managementwerkzeuge zum innovativen Umgang mit Komplexität und Vernetzung. Dabei handelt es sich im Wesentlichen um eine Weiterentwicklung der Repertory-Grid-Technik des US-amerikanischen Psychologen George A. Kelly. Damit ist es möglich, qualitative Einschätzungen von mehreren hundert Auskunftspersonen unter Lösung des Semantik-Problems quantitativ vergleichbar zu machen. Kruse war Autor zahlreicher Schriften zur Kognitionspsychologie, zur Theorie dynamischer Systeme, zum Konstruktivismus und zur Managementlehre.
Bei der Konferenz re:publica trat Kruse 2010 als Keynote-Speaker auf und beleuchtete dort das Zusammenspiel von Internet & Gesellschaft.
Zusammen mit Nichtregierungsorganisationen wie zum Beispiel der Global-Marshall-Plan-Initiative, der Bertelsmann-Stiftung, dem Institut für Interkulturelle und Internationale Studien (InIIS), dem Ökosozialen Forum Europa u. a. beschäftigte er sich intensiv mit neuen Ansätzen der Partizipation in politischen Entscheidungsprozessen.  Bei der Enquete-Kommission für Internet und digitale Gesellschaft des Deutschen Bundestages wurde er im Dezember 2011 als Experte geladen und gehört.
Peter Kruse verstarb im Alter von 60 Jahren und konnte seinen großen Plan, den Aufbau eines eigenen Instituts, das die komplexen Prozesse der Gesellschaft besser verständlich machen sollte, nicht mehr verwirklichen.

## Ehrungen
- Kruses wissenschaftliches wie beraterisches Werk wurde mehrfach ausgezeichnet.[11]
- 1994 erhielt er den Berninghausenpreis für innovative Lehre.
- 2004 war er Träger des Innovationspreises von SPD und der Arbeitsgemeinschaft Selbständige in der SPD.
- Die Computerwoche bezeichnete ihn 2005 als „Deutschlands Change-Management-Papst“.[12]
- 2009 wählte ihn das Personalmagazin zum dritten Mal (2005/2007/2009) in die Liste der 40 einflussreichsten Persönlichkeiten für das Personalwesen.[13]
- Das Magazin managerSeminare nannte ihn 2008 „Deutschlands Querdenker Nummer 1“.[14]
- 2014 wählten ihn die Leser von personal manager zu einem der 500 europäischen Vordenker und Wegbereiter des Human Resource Managements.[15][16]

## Schriften (Auswahl)
- P. Kruse, M. Stadler: The significance of nonlinear phenomena for the investigation of cognitive systems. In: H. Haken, A. S. Mikhailov (Hrsg.): Interdisciplinary approaches to nonlinear complex systems. Springer, Berlin 1993, ISBN 3-540-56834-4, S. 138–160.
- P. Kruse, M. Stadler (Hrsg.): Ambiguity in mind and nature. Multistable Cognitive Phenomena. Springer, Berlin 1995, ISBN 3-540-57082-9.
- P. Kruse: Autogenes Training. Falken, Niedernhausen 1998, ISBN 978-3-6356-0484-3.
- next practice. Erfolgreiches Management von Instabilität. 6. Auflage. Gabal, Offenbach 2011, ISBN 978-3-89749-439-8.
- P. Kruse, A. Dittler, F. Schomburg: nextexpertizer und nextcoach: Kompetenzmessung aus der Sicht der Theorie kognitiver Selbstorganisation. In: John Erpenbeck, Lutz von Rosenstiel (Hrsg.): Handbuch Kompetenzmessung. Schäffer-Poeschel, Stuttgart 2007, ISBN 978-3-7910-2477-6, S. 405–427.
- M. Stadler, P. Kruse, D. Strüber: Struktur und Bedeutung in kognitiven Systemen. In: H. Metz-Göckel (Hrsg.): Gestalttheorie aktuell, Band 1. Krammer, Wien 2008, ISBN 978-3-901811-36-4, S. 71–96.
- Ein Kultobjekt wird abgewrackt. In: GDI Impuls, 1-2009, S. 12–19. Gottlieb Duttweiler Institute (GDI), Rüschlikon/Zürich, ISSN 1422-0482,
- Der letzte Tanz ums Goldene Kalb. In: Süddeutsche Zeitung, 2. Juni 2009, S. 33
- Rechts, Links, Mitte – Raus! Vom politischen Wagnis der Partizipation. In: Hendrik Heuermann, Ulrike Reinhard (Hrsg.): Reboot_D Digitale Demokratie – Alles auf Anfang. 2009, S. 46–59, scribd.com
- Kontrollverlust als Voraussetzung für die digitale Teilhabe. In: Hubert Burda, Mathias Döpfner, Bodo Hombach, Jürgen Rüttgers (Hrsg.): 2020 – Gedanken zur Zukunft des Internets. Klartext, Essen 2010, ISBN 978-3-8375-0376-0.